# Сандовал (округ, Нью-Мексико)
Шаблон:StateAbbr_ 35°41′ пн. ш. 106°51′ зх. д. / 35.69° пн. ш. 106.85° зх. д.
Округ  Сандовал (англ. Sandoval County) — округ (графство) у штаті  Нью-Мексико, США. Ідентифікатор округу 35043.

## Історія
Округ утворений 1903 року.

## Демографія
За даними перепису 
2000 року 
загальне населення округу становило 89908 осіб, зокрема міського населення було 68876, а сільського — 21032.
Серед мешканців округу чоловіків було 43848, а жінок — 46060. В окрузі було 31411 домогосподарств, 23632 родин, які мешкали в 34866 будинках.
Середній розмір родини становив 3,29.
Віковий розподіл населення поданий у таблиці:
| Стать    | До 15 років | 15-21 | 22-29 | 30-39 | 40-49 | 50-65 | 65-85 | Понад 85 |
| -------- | ----------- | ----- | ----- | ----- | ----- | ----- | ----- | -------- |
| Чоловіки | 11294       | 4422  | 3888  | 6723  | 7159  | 6264  | 3759  | 339      |
| Жінки    | 10818       | 4200  | 4022  | 7107  | 7768  | 6701  | 4750  | 694      |

## Суміжні округи
- Ріо-Арріба — північ
- Лос-Аламос — північний схід
- Санта-Фе — схід
- Берналільйо — південь
- Сібола — південний захід
- Маккінлі — захід
- Сан-Хуан — північний захід

## Виноски
1. ↑  U.S. Decennial Census. United States Census Bureau. Процитовано 2 січня 2015.
2. ↑  Historical Census Browser. University of Virginia Library. Архів оригіналу за 11 серпня 2012. Процитовано 2 січня 2015.
3. ↑  Population of Counties by Decennial Census: 1900 to 1990. United States Census Bureau. Процитовано 2 січня 2015.
4. ↑  Census 2000 PHC-T-4. Ranking Tables for Counties: 1990 and 2000 (PDF). United States Census Bureau. Процитовано 2 січня 2015.
5. ↑  State & County QuickFacts. United States Census Bureau. Архів оригіналу за 6 червня 2011. Процитовано 30 вересня 2013. [Архівовано 2011-06-06 у Wayback Machine.](англ.) Наведено за англійською вікіпедією.
6. ↑  American FactFinder. Бюро перепису населення США. Архів оригіналу за 26 лютого 2012. Процитовано 31 січня 2008. [Архівовано 2008-05-21 у Wayback Machine.]

| США | Це незавершена стаття з географії США. Ви можете допомогти проєкту, виправивши або дописавши її. |